# Myurella wellsilviae
Myurella wellsilviae é uma espécie de gastrópode do gênero Myurella, pertencente a família Terebridae.